# George Ogden Abell
George Ogden Abell, född 1 mars 1927, död 7 oktober 1983, var en astronom vid University of California. Abells arbete bestod under 1940- och 1950-talet i att fotografera galaxer och galaxhopar vid Palomar Sky Survey. Under 1950-talet och framåt ägnade han mycket tid på analysera resultaten från sin forskning, vilket resulterade i den första och hittills mest betydelsefulla genommönstringen av galaxhopar. Han utvecklade metoder för att skilja galaxhopar från isolerade fältgalaxer och utvecklade metoder för att klassificera hopar efter olika typer.
År 1955 upptäckte han den planetariska nebulosan Abell 39. Samma år upptäckte han kometen 52P/Harrington-Abell samtidigt som Robert G. Harrington.
George Abell var även en ihärdig populärvetenskaplig skribent.
Asteroiden 3449 Abell är uppkallad efter honom .